# Руга
Руга (з грец. або латинської — года) — в українських і російських православних церквах матеріальні засоби, переважно від держави, призначені на утримання церков («ружна церква» — окреслення часте у Києві у 18 ст.) і монастирів, що не мали земельних маєтків або інших певних доходів. У сільських громадах ругу парафіяни-селяни давали в натурі. У Галичині рузі відповідає термін дотація.